# Axé Bahia: Banda Eva
Axé Bahia: Banda Eva é a terceira coletânea do grupo musical brasileiro Banda Eva contendo apenas músicas da época de Ivete Sangalo nos vocais, lançado em 2006.

## Faixas
1. Adeus Bye Bye
2. Alô Paixão
3. Arerê
4. Beleza Rara
5. Carro Velho
6. De Ladinho
7. Eva
8. Flores
9. Leva Eu
10. Levada Louca
11. Me Abraça
12. Nabucodonosor
13. Pra Abalar
14. Vem Meu Amor